# 開禧
開禧（かいき）は、中国・南宋の寧宗の治世に使用された元号。1205年 - 1207年。

## 西暦等との対照表
| 開禧 | 元年   | 2年    | 3年    |
| 西暦 | 1205年 | 1206年 | 1207年 |
| 干支 | 乙丑   | 丙寅   | 丁卯   |
| 金   | 泰和5  | 泰和6  | 泰和7  |
| 西夏 | 天慶12 | 応天元 | 応天2  |

## 出来事
- 嘉泰4年
  - 12月11日：翌年より踰年改元の詔が下る。
- 開禧元年
  - 5月：金が宋に国境での紛乱を詰責する。
  - 7月5日：韓侂冑が平章軍国事に任ぜられ、宰執の位に就く。
- 開禧2年
  - 4月19日：秦檜の王爵を追奪する。
  - 5月7日：金に対する北伐の詔勅が出る。
  - 7月3日：雅州の蛮夷が反乱したが、平定される。
  - 10月29日：金軍が淮水を渡って南侵する。
  - 11月：淮南から大散関に至る随所で宋軍が敗走する。
  - 12月27日：四川の呉曦が金と内応して反乱。
- 開禧3年
  - 2月28日：呉曦を誅す。
  - 4月：宋が金に和議を求める。
  - 7月11日：蝗蟲と水害の災変により寧宗の「罪己詔」が下る。
  - 11月3日：史弥遠主導の政変が起こり、韓侂冑は失脚して殺される。
  - 12月26日：翌年より「嘉定」へ踰年改元の詔が下る。